# Lolita (moda)

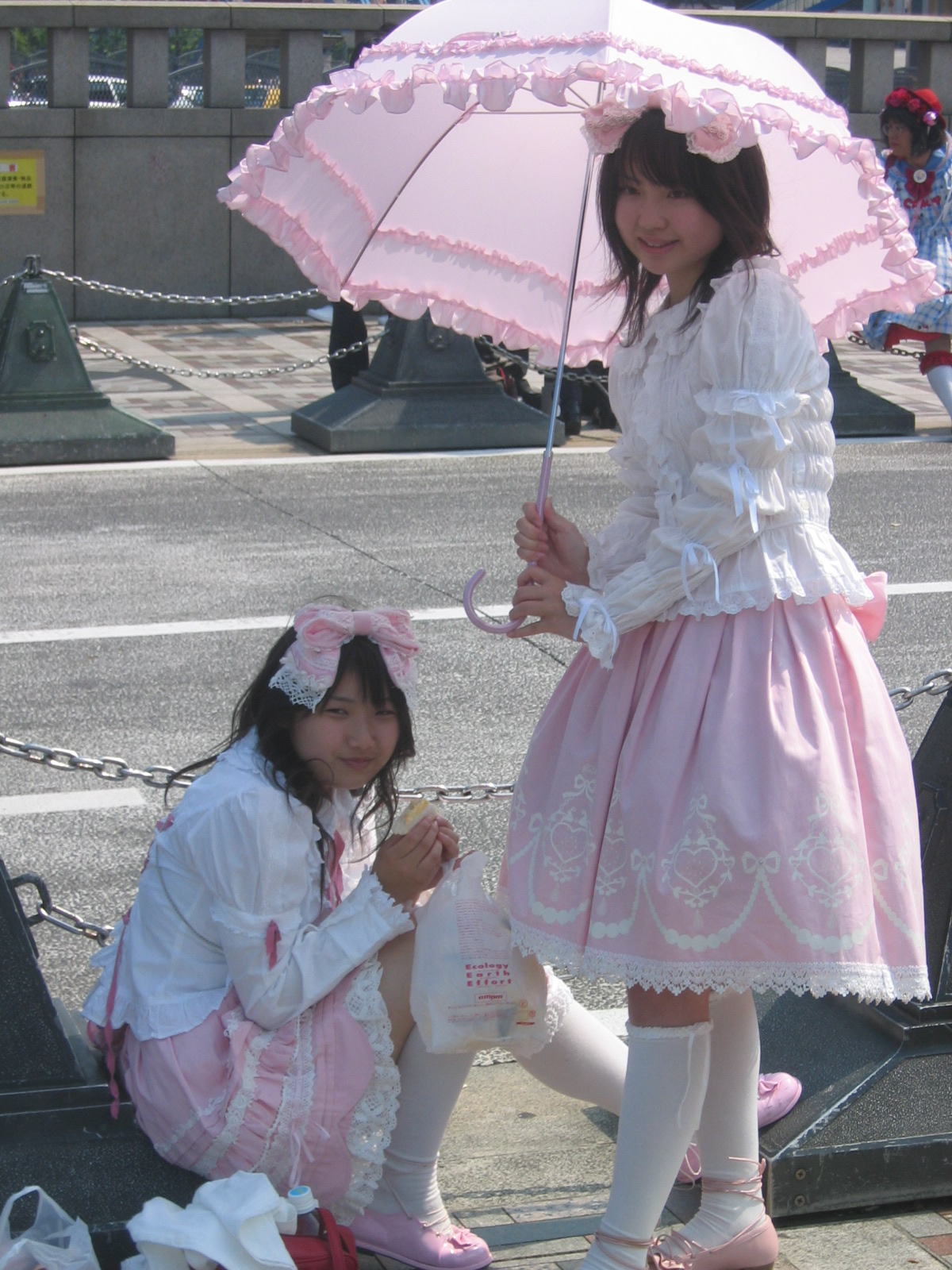
Sweet Lolita

La moda Lolita és un estil de roba japonès on les noies (tot i que alguns homes també l'han adoptat) usen peces de roba d'inspiració en l'era victoriana que segueixen l'estil kawaii. L'elegància i sofisticació dels ornaments i l'aparença d'innocència de la dona que els porta són els objectius estètics d'aquesta tendència. Tot i que diverses marques s'han especialitzat en aquest estil, molts vestits es fan a mà per personalitzar al màxim l'aspecte físic de la propietària.
Aquesta moda va sorgir als anys 70 com a part de la nova concepció urbana del feminisme japonès, que preveia que la dona pogués escollir el seu estil de vestir i la seva conducta sense necessitat d'associar-se als cànons tradicionals nipons. Va emparentar-se amb les subcultures urbanes de la joventut fins a esdevenir una tendència estètica socialment acceptada, de la qual participen nombrosos grups de pop i apareix en escenes de manga d'èxit. Diverses associacions de fans creen convencions on lluir les peces més sofisticades d'aquesta moda, que es fa servir també com a roba habitual.
El terme pot resultar equívoc, per l'associació amb la novel·la Lolita de Vladímir Nabókov. Pren d'ella el desig de mantenir peces infantils en dones adultes o joves, però no té les connotacions eròtiques d'aquesta obra. De fet, les lolites no busquen aparèixer com a excitants o atractives, sinó dolces i elegants i s'allunyen de l'exhibicionisme de determinades modes eròtiques que mostren el cos mig nu sota vestits escolars o petits, com poden aparèixer a determinats exemples de manga hentai.

## Subestils de Lolita
La moda Lolita té diversos subestils, entre els quals destaquen:
- Lolita gòtica, en què els vestits combinen el color negre i l'aparença macabra amb la innocència de les Lolites, barrejant de manera conscient allò que és sinistre amb allò que és dolç.
- Sweet Lolila, que utilitza els colors rosa i blanc com a base de les combinacions, abundància d'ornaments com blondes i flors i estampats infantils, de dibuixos animats i fantasia.
- Lolita clàssica, en què els vestits s'ajusten més a la figura de la dona i abunden les joies sofisticades, amb l'objectiu de transmetre elegància per sobre d'altres valors.
- Old school Lolita, el qual barreja les convencions de la moda Lolita amb una estètica d'uniforme d'escola i abundància de llaços i cintes com a ornaments.
- Lolita d'estil princesa, en què s'aprecia la influència de les princeses occidentals, sovint amb una estètica propera a Disney, combinada amb els vestits Lolita tradicionals.
- Ōji Lolita, la versió de la moda per a nois, inspirada en els vestits victorians de joves no adults, la qual inclou botes altes, camises amples i pantalons estrets amb gran quantitat d'ornaments.
- Country Lolita, que inclou elements de la moda suposadament rural, com barrets de palla, estampats de fruites i verdures i presència de colors marronosos.
- Wa-lolita, el qual usa peces de roba tradicionals com el quimono com a base sobre la qual afegir complements d'estètica lolita.
- Qi-lolita, que barreja peces de vestir d'influència xinesa amb l'estil lolita clàssic i que destaca pels colls alts i treballats en els vestits i els paraigües plans.